# Kopalnia św. Jana w Krobicy

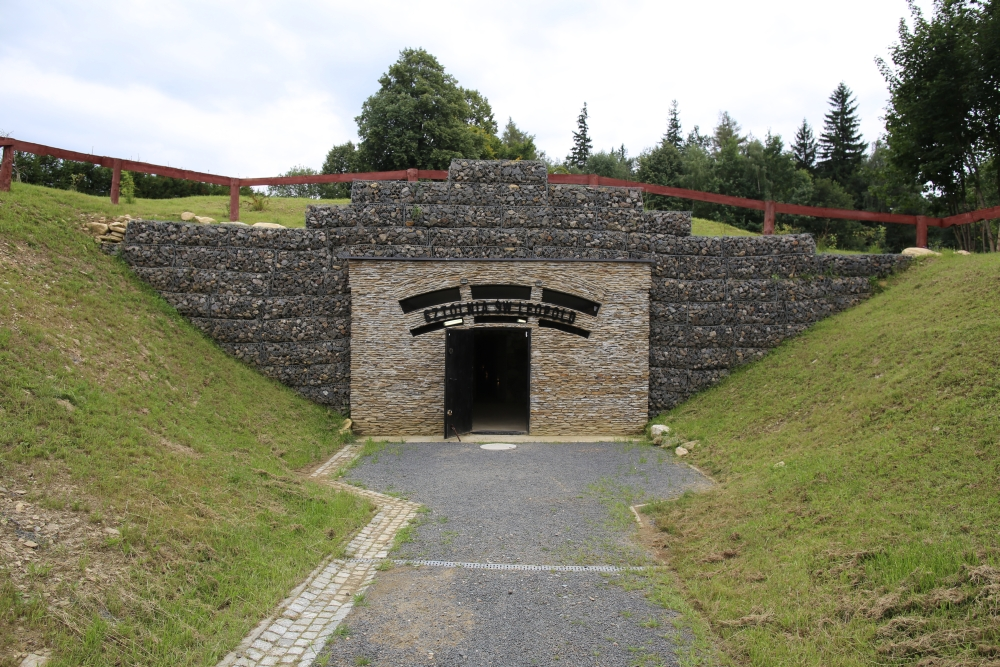
Wejście do podziemnej trasy turystycznej

Kopalnia św. Jana w Krobicy – nieczynna kopalnia rud cyny (kasyteryt), położona we wsi Krobica (powiat lwówecki). Od 2012 roku w ramach istniejącego tu Geoparku funkcjonuje w niej podziemna trasa turystyczna.

## Historia
Historia górnictwa rud cyny na terenie Krobicy oraz Gierczyna i Przecznicy sięga XVI wieku. Największe wydobycie szacuje się na przełom XVI oraz XVII wieku, kiedy to inwestorem tutejszych kopalni był Jan Schaffgotsch. Z tego też okresu pochodzi krobicka kopalnia św. Jana (St. Johannes). Rozwój branży został powstrzymany przez wojnę trzydziestoletnią (1618-1648).

Kolejne próby eksploatacji górniczej złóż miały miejsce od drugiej połowy XVII do początku XIX wieku (m.in. w latach 1755, 1770 oraz 1811 – 1816), jednak nie przyniosły one oczekiwanych rezultatów. Wówczas to (XVIII wiek) wykuto krobicką sztolnię św. Leopolda (St. Leopold), w której w latach 1790-1792 wydobywano rudę kobaltu. Ponowne zainteresowanie obiektami datuje się na lata 1939-1945, kiedy to władze niemieckie prowadziły badania złóż, połączone z niewielkimi robotami górniczymi i geologicznymi oraz na okres po II wojnie światowej. Wówczas to, w latach 1948-1950 prowadzono rewizję dawnych wyrobisk pod kątem mineralizacji uranowej, natomiast w latach 1952-1979 powstał niezrealizowany projekt stworzenia kopalni rud cyny "Gierczyn".

## Rewitalizacja i utworzenie „Geoparku”
Pod koniec pierwszej dekady XXI wieku rozpoczęto starania o utworzenie na terenie gminy Mirsk ścieżki turystycznej "Śladami dawnego górnictwa kruszców". Na jej realizację pozyskano środki z Regionalnego Programu Operacyjnego dla Województwa Dolnośląskiego na lata 2007-2013. Prace budowlane, związane z realizacją inwestycji rozpoczęto we wrześniu 2010 roku. Ich zakończenie i otwarcie obiektu nastąpiło w 2013 roku.

W wyniku prac wykonana została ścieżka dydaktyczno-turystyczna „Geopark-Śladami dawnego górnictwa kruszców”, w skład której wchodzi podziemna trasa turystyczna "Kopalnia św. Jana", dwanaście stanowisk naziemnych oraz trzy punkty widokowe. Trasa podziemna wiedzie dawnymi wyrobiskami kopalnia św. Jana oraz sztolni św. Leopolda. Jej długość wynosi 350 metrów, a przygotowana na trasie wystawa ukazuje dzieje i technikę wydobycia rud cyny.
"Geopark" wraz z kopalnią jest obiektem czynnym cały rok, zwiedzanie sztolni św Jan i sw Leopold odbywa się w grupach z przewodnikiem. Znajduje się tutaj także ośmiokilometrowa ścieżka naziemna, która prowadzi wzdłuż pozostałości nieczynnych obiektów górniczych.

## Galeria

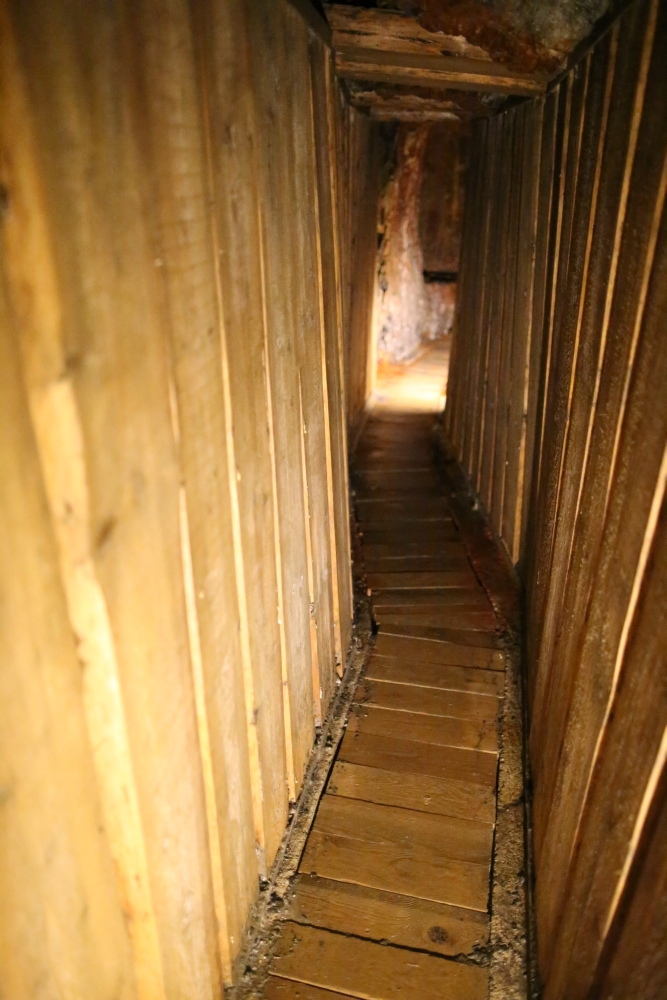
Podziemna trasa turystyczna
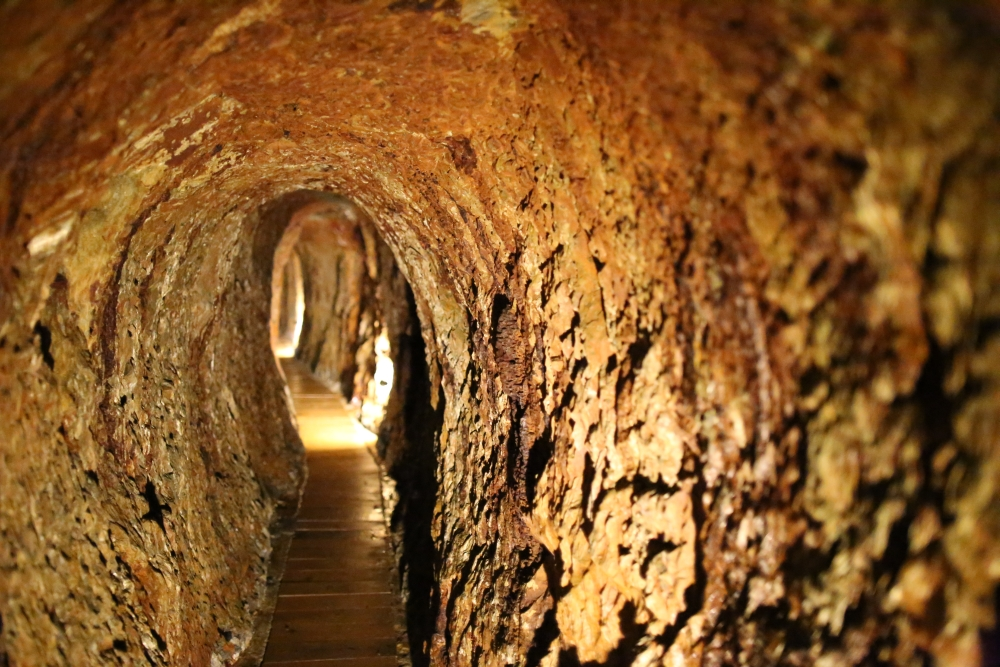
Podziemna trasa turystyczna
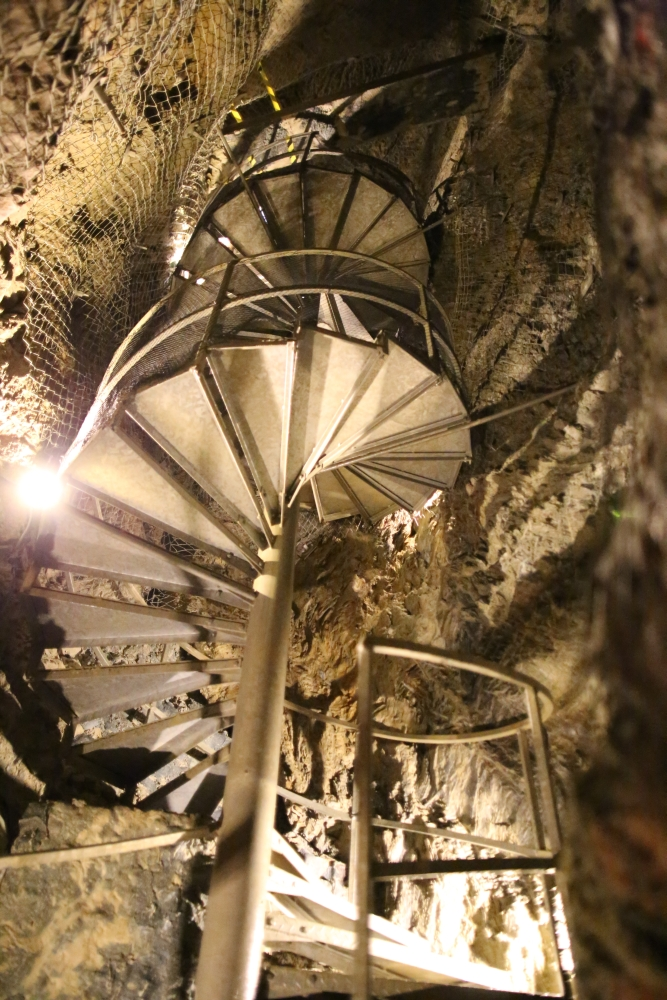
Przejście pomiędzy poziomami sztolni Jan i Leopold